# Karpenissi
Karpenissi (tiếng Hy Lạp: ?) là một khu tự quản ở vùng Trung Hy Lạp, Hy Lạp. Khu tự quản Karpenissi có diện tích 949 km², dân số theo điều tra ngày 18 tháng 3 năm 2001 là 12328 người.